# Kanadukathan
Kanadukathan (Tamil: கானாடுகாத்தான் Kāṉāṭukāttāṉ [ˈkaːnaːɖɯˌkaːt̪ːaːn]) ist ein Ort im indischen Bundesstaat Tamil Nadu mit rund 5.300 Einwohnern (Volkszählung 2011). Er liegt im Distrikt Sivaganga zwölf Kilometer nördlich der Stadt Karaikkudi an der Straße nach Tirumayam.
Die Kleinstadt Kanadukathan ist neben Karaikkudi der bekannteste Ort der Region Chettinad. Chettinad ist die Heimat der Händlerkaste der Nattukottai Chettiar, die es während der britischen Kolonialzeit im 19. Jahrhundert in Südostasien zu erheblichem Reichtum brachten und in ihren Heimatorten mit dem neu erworbenen Geld opulente Anwesen erbauten. Eine der reichsten und einflussreichsten Chettiar-Familien, die Sippe der Rajas von Chettinad, stammt aus Kanadukathan. Der erbliche Ehrentitel „Raja von Chettinad“ wurde 1929 von der britischen Krone dem Kaufmann und Philanthropen Annamalai Chettiar (1881–1948) verliehen. In Kanadukathan findet sich eine besonders hohe Dichte von Chettinad-Anwesen, deren herausragendstes der Palast der Rajas von Chettinad ist. Während dieser immer noch von der Familie der Rajas von Chettinad bewohnt wird, sind andere Anwesen in Hotels umgewandelt worden, so dass der Tourismus dabei ist, sich verstärkt zu einem wichtigen Wirtschaftsfaktor in Kanadukathan zu entwickeln.
97 Prozent der Einwohner Kanadukathans sind Hindus, jeweils 1 Prozent sind Muslime und Christen. Die Hauptsprache ist, wie in ganz Tamil Nadu, das Tamil, das von 99 Prozent der Bevölkerung als Muttersprache gesprochen wird.